# Чиконьяни, Гаэтано
Гаэтано Чиконьяни (итал. Gaetano Cicognani; 26 ноября 1881, Бризигелла, королевство Италия — 5 февраля 1962, Рим, Италия) — итальянский куриальный кардинал и ватиканский сановник. Брат кардинала Амлето Джованни Чиконьяни. Титулярный архиепископ Анкиры с 11 января 1925 по 12 января. Апостольский нунций в Боливии с 10 января 1925 по 15 июня 1928. Апостольский нунций в Перу с 15 июня 1928 по 13 июня 1936. Апостольский нунций в Австрии с 13 июня 1936 по 16 мая 1938. Апостольский нунций в Испании с 16 мая 1938 по 12 января 1953. Префект Священной Конгрегации Обрядов с 7 декабря 1953 по 18 ноября 1954. Про-префект Верховного Трибунала Апостольской Сигнатуры с 18 ноября 1954 по 14 ноября 1959. Кардинал-священник с 12 января 1953, с титулом церкви Санта-Чечилия с 29 октября 1953 по 14 декабря 1959. Кардинал-епископ Фраскати с 14 декабря 1959 по 5 февраля 1962.